# Thoard
Thoard – miejscowość i gmina we Francji, w regionie Prowansja-Alpy-Lazurowe Wybrzeże, w departamencie Alpy Górnej Prowansji.

## Demografia
Według danych na rok 1990 gminę zamieszkiwały 564 osoby, a gęstość zaludnienia wynosiła 13 osób/km². W styczniu 2015 r. Thoard zamieszkiwało 757 osób, przy gęstości zaludnienia wynoszącej 17,5 osób/km².